# 桑名蚜
桑名蚜（学名：Aulacorthum kuwanai）为常蚜科藤蚜屬下的一个种。